# 三時の子守唄
『三時の子守唄』(さんじのこもりうた)は、細野晴臣の作詞・作曲・歌による音楽作品。『トロピカル・ダンディー』に収録された。複数のアーティストによってカバーされた。
映画『宵待草』のサントラとして作られた『冬の出逢い』という器楽曲に歌詞を付けたもの
。

## カバーしたアーティスト
- 西岡恭蔵　(アルバム『ろっかばいまいべいびい』収録。『3時の子守唄』と表記されている)[3]
- 松たか子　(アルバム『明日はどこから』収録)[4]
- アン・サリー　(アルバム『Day dream』に収録)[5]
- ワールドスタンダード＋小池光子 　(細野晴臣トリビュート・アルバム収録)[6]

## 備考
お笑いコンビ、バナナマンのライブのエンディングに使用された。